# Couvent des Filles du Sauveur
Le couvent des Filles du Sauveur ou des Dames du Sauveur est un ancien couvent, qui était situé à l'emplacement de l'actuel passage Vendôme, dans le quartier des Enfants-Rouges du 3e arrondissement de Paris.
La communauté des Filles du Sauveur fondée en 1701 rue du Temple par le curé de Saint-Jean-en-Grève pour les filles repenties s'installe en 1704 à l’emplacement des actuels numéros 16  et 18 de la rue Béranger (entrée du passage Vendôme) sur les terrains de l'ancienne enceinte de Charles V à l'arrière du boulevard du Temple récemment ouvert à cette date. Les religieuses font bâtir une chapelle dédiée au Sauveur. 
Un jeu de paume est construit en 1780 sur une partie du terrain du couvent pour le Comte d'Artois par son architecte François-Joseph Bélanger. Ce jeu de paume comportait un immeuble sur le boulevard du Temple à l'emplacement de l'actuel théâtre Déjazet avec tripots et salons où Mozart se produisit en 1778 devant la Reine Marie-Antoinette. 
Le couvent est fermé à la Révolution et ses bâtiments aliénés en 1796.